# N 11 (Ukraine)
Die N 11 (kyrillisch Н 11) ist eine ukrainische Fernstraße. Sie führt von Dnipro in südwestlicher Richtung nach Mykolajiw.

## Verlauf
- Dnipropetrowsk
- Sofijiwka
- Krywyj Rih
- Kasanka
- Nowyj Buh
- Baschtanka
- Woskressenske
- Mykolajiw